# Khaosod
Khaosod (thai: ข่าวสด, udtales khao sot (kʰàːw sòt), dansk: Friske nyheder eller Live-nyheder) er en thailandsk avis, etableret i 1991, der udkommer i et dagligt printoplag på omkring 950.000 eksemplarer, hvilket placerer den blandt de tre største thailandske aviser, samt online som Khaosod Online på thai og Khaosod English på engelsk, sidstnævnte siden 2013.
Khaosod blev tildelt prisen som den mest sete nyhedsside på Facebook i 2021 med 5,2 milliarder visninger af de blandt andet 7.175 offentliggjorte videoindslag. Khaosods brugerprofil på Facebook har 17 millioner følgere (2021). Facebook er thailændernes mest anvendte sociale medie med en andel på 95 procent. Thailand lå i 2021 på 9. pladsen over lande med højeste antal Facebook-brugere, Bangkok er Facebooks mest aktive by.

## Historie
Khaosod blev etableret den 9. april 1991 som den yngste trykte avis ejet af Matichon Publishing Group, der tillige udgav dagbladene Matichon og Prachachat..
Khaosod blev rigtig kendt i 1994 i forbindelse med sin omfattende dækning af de skjulte mord på en thailandsk juvelers hustru og hendes søn, oprindeligt rapporteret af mange aviser som en trafikulykke. Khaosod insisterede på, at en seniorofficer i politiet havde beordret parret bortført og derefter myrdet, efter at have forsøgt at få oplysninger fra parret om et Saudi-Arabisk blåt diamantsmykke, en sag kendt som Blue Diamond Affair (dansk: Blå diamant affære) om tyveriet af en værdifuld 50 karat blå diamant fra en saudi-arabisk prins, Faisal bin Fahd, i 1989, begået af en thailandsk tjener ved hoffet. Khaosod blev det år tildelt hædersprisen for "Bedste nyhedsdækning" fra Isra Amanantakul Foundation.
Khaosod startede i 2013 en online udgave engelsk, Khaosod English, der gradvist vandt popularitet både blandt thailandske og udenlandske læsere, ud fra et princip om, at tilbyde et internationalt publikum en intim indsigt i det thailandske samfund. Khaosod English blev kendt for sit liberale standpunkt og kritik af militærregeringen i 2014. Den 7. marts 2021, meddelte avisen, at Khaosod English på deres internet-forside, var blev opløst af moderselskabet Mathicon Group på grund af, at de økonomiske mål ikke var opnået. Meddelelsen blev kort tid efterslettet igen, uden yderligere forklaring. Kilder sagde, ifølge thailandseksperten Andrew MacGregor Marshall, at Matichon Group blev presset af kongehuset, til at lukke Khaosod English (avisen havde blandt andet udførligt dækket protesterne mod kongen i 2020).

### Ekstern henvisning
Blue Diamond Affair: The mystery of the stolen Saudi jewels, BBC News artikel på engelsk om Den blå diamant affære.